# Hoff (Familienname)
Hoff ist ein deutscher Familienname.

## Herkunft und Bedeutung
Hoff ist ein Wohnstättenname und eine Variante zu Hof.

## Namensträger

### A
- Adolf Hoff (Unternehmer) (1867–1943), deutscher Kaufmann, Handelsrichter und Aufsichtsratsvorsitzender
- Adolf Max Hoff (1924–2018), deutscher Schriftsteller, siehe Kay Hoff
- Alvilda Harbou Hoff (1862–1951), dänische Ärztin und Frauenrechtlerin
- Andreas Hoff, deutscher Soziologe und Gerontologe
- Anette Hoff (* 1961), norwegische Schauspielerin und Regisseurin
- Arne Hoff (1907–1997), dänischer Historiker, Waffenhistoriker und Direktor des Königlichen Dänischen Zeughausmuseums
- August Hoff (1892–1971), deutscher Kunsthistoriker

### B
- Benjamin-Immanuel Hoff (* 1976), deutscher Politiker
- Bernhard Hoff (* 1959), deutscher Leichtathlet
- Brynjar Hoff (* 1940), norwegischer Oboist

### C
- Carl Hoff (Politiker) (1804–1891), deutscher Politiker, MdL Bayern
- Carl Hoff (Maler, 1807) (Georg Carl Hoff; 1807–1862), deutscher Maler
- Carl Hoff (Maler, 1866) (Carl Heinrich Hoff der jüngere; 1866–1906), deutscher Maler
- Carl von Hoff (1894–1969), deutscher Bergmann und Techniker
- Carl Hoff (Musiker), US-amerikanischer Musiker
- Carl Heinrich Hoff der ältere (1838–1890), deutscher Maler, siehe Karl Hoff (Maler, 1838)
- Charles Hoff (1902–1985), norwegischer Leichtathlet
- Charlotte Hoff (1863–1939), Schwester der Liebenzeller Mission
- Christina Hoff Sommers (* 1950), US-amerikanische Philosophin
- Conrad Hoff (1816–1883), deutscher Maler
- Curt Hoff (1888–1950), deutscher Politiker (DVP)

### D
- Dagmar von Hoff (* 1956), deutsche Literaturwissenschaftlerin
- Devin Hoff, US-amerikanischer Musiker
- Dierk Hoff (* 1948), deutscher RAF-Unterstützer
- Dieter Hoff (* 1939), deutscher Medienmanager, Technischer Direktor des WDR
- Dieter Hoff (Musiker) (1953–2019), deutscher Musiker, Komponist, Musik-Produzent, Verleger und Texter
- Dilano van ’t Hoff (2004–2023), niederländischer Automobilrennfahrer

### E
- Elke Hoff (* 1957), deutsche Politikerin (FDP)
- Erlend Hoff (* 1978), norwegischer Skilangläufer
- Ernst Hoff (1872–1932), deutscher Verbandsfunktionär
- Ernst van’t Hoff (1908–1955), niederländischer Musiker
- Espen Hoff (* 1981), norwegischer Fußballspieler

### F
- Ferdinand Hoff (Politiker) (1867–1942), deutscher Lehrer und Politiker (FVP, DDP)
- Ferdinand Hoff (Mediziner) (1896–1988), deutscher Internist
- Fred Hoff (1943–2006), deutscher Fußballspieler
- Friedrich Ludwig von Hoff (1663–1729), württembergischer Verwaltungsbeamter

### G
- Gregor Maria Hoff (* 1964), deutscher Theologe
- Günther Hoff (1928–2020), deutscher Kirchenmusiker

### H
- Hannes Hoff († 2011), deutscher Fernsehproduzent
- Hans Hoff (Mediziner) (1897–1969), österreichischer Psychiater
- Hans vom Hoff (1899–1969), deutscher Politiker und Gewerkschaftsfunktionär
- Hans Hoff (Journalist) (* 1955), deutscher Journalist
- Hans Hoff (Politiker) (* 1963), schwedischer Politiker (SAP)
- Hein ten Hoff (1919–2003), deutscher Boxer
- Heinrich Hoff (1914–1976), deutscher Politiker (SPD)
- Heinrich Ernst von Hoff (1782–1851), deutscher Offizier und Beamter
- Heinrich Georg Hoff (1808–1852), deutscher Verlagsbuchhändler und Revolutionär
- Hinrich Ewald Hoff (1858–1941), deutscher Lehrer und Historiker
- Hubert Hoff (1870–1964), deutscher Maschinenbauingenieur, Hüttenkundler und Hochschullehrer

### I
- Ida Hoff (1880–1952), Schweizer Ärztin und Frauenrechtlerin

### J
- Jacob Hoff (Maler) (1838–1892), deutscher Maler
- Jacob Hoff (Komponist) (1871–1958), deutscher Komponist
- Jacobus Henricus van ’t Hoff (1852–1911), niederländischer Chemiker
- Jakob von Hoff (1598–1670), hessischer Politiker
- Jan Gunnar Hoff (* 1958), norwegischer Jazzpianist und Komponist
- Johann Friedrich Hoff (1832–1913), deutscher Maler und Bibliograph von Ludwig Richter
- Johannes Hoff (* 1962), deutsch-englischer Theologe, Philosoph und Hochschullehrer
- Johannes Hoff Thorup (* 1989), dänischer Fußballtrainer
- Jonny Hoff (* 1993), deutscher Schauspieler
- Jörg Hoff (* 1940), deutscher Generalapotheker

### K
- Karen Hoff (1921–2000), dänische Kanutin
- Karin Hoff (* 1963), deutsche Skandinavistin
- Karl Hoff (Maler, 1838) (Karl Heinrich Hoff; 1838–1890), deutscher Maler
- Karl Hoff (Dramatiker) (* 1952), norwegischer Dramatiker
- Karl Ernst Adolf von Hoff (1771–1837), deutscher Naturforscher und Geologe
- Katie Hoff (* 1989), US-amerikanische Schwimmerin
- Kay Hoff (Adolf Max Hoff; 1924–2018), deutscher Schriftsteller
- Kitty Hoff (* 1972), deutsche Musikerin

### L
- Louise Bresslau-Hoff (1882–1966), deutsche Schriftstellerin und Dichterin
- Lutz Hoff (* 1951), deutscher Moderator, Kabarettist und Autor

### M
- Magdalene Hoff (1940–2017), deutsche Politikerin (SPD)
- Marcian Edward Hoff (* 1937), US-amerikanischer Erfinder
- Mario Hoff, Gesangspädagoge, Opern- und Konzertsänger (Bariton)
- Martin Hoff (1965–2016), deutscher Kapellmeister
- Matthias Hoff (* 1983), deutscher Synchronsprecher
- Max Hoff (Mobster) (1893–1941), US-amerikanischer Boxmanager und Verbrecher
- Max Hoff (Illustrator) (1903–1985), österreichischer Werbeillustrator
- Max Hoff (Kanute) (* 1982), deutscher Kanute
- Miriam Hoff (* 1975), deutsche Psychotherapeutin, Fotomodell und Schönheitskönigin

### N
- Nicholas J. Hoff (1906–1997), US-amerikanischer Ingenieur
- Nikolaus Hoff (1798–1873), deutscher Kupferstecher, Lithograf, Grafiker und Zeichner
- Nils Jakob Hoff (* 1985), norwegischer Ruderer

### O
- O. P. Hoff (1853–1924), US-amerikanischer Politiker (Republikanische Partei)
- Ophelia Hoff-Saytumah, liberianische Unternehmerin und Politikerin, Bürgermeisterin von Monrovia

### P
- Paul Hoff (Politiker) (1867–1928), sozialdemokratischer Senator der Hansestadt Lübeck
- Paul Hoff (Mediziner) (* 1956), deutscher Psychiater und Philosoph
- Peter Hoff (1942–2003), deutscher Theaterwissenschaftler, Autor, Regisseur, Dramaturg und Schauspieler
- Philip H. Hoff (1924–2018), US-amerikanischer Politiker

### R
- Ralf von den Hoff (* 1963), deutscher Klassischer Archäologe
- Richard von Hoff (Richard Vonhof; 1880–1945), deutscher Pädagoge und Politiker
- Robert van ’t Hoff (1887–1979), niederländischer Architekt
- Roland Hoff (1934–1961), deutsches Todesopfer an der Berliner Mauer
- Ron van der Hoff (* 1978), niederländischer Bogenschütze

### S
- Shadrack Hoff (* 1973), südafrikanischer Langstreckenläufer
- Sky van Hoff (* 1986), deutscher Musiker
- Steele Von Hoff (* 1987), australischer Radrennfahrer
- Stefan Hoff (* 1968), deutscher Sportjournalist und Manager
- Stig Henrik Hoff (* 1965), norwegischer Schauspieler
- Syd Hoff (1912–2004), US-amerikanischer Cartoonist und Kinderbuchautor

### U
- Ursula Hoff (1909–2005), australische Kunsthistorikerin

### V
- Volker Hoff (* 1957), deutscher Politiker (CDU)

### W
- Walter Hoff (Pfarrer) (1890–1977), deutscher evangelischer Geistlicher
- Walter Hoff (Politiker) (* 1924), deutscher Politiker (FDP)
- Wilhelm von Hoff (1644–1689), hessischer Jurist und Verwaltungsbeamter
- Wilhelm Hoff (1851–1940), deutscher Eisenbahnbeamter und Politiker
- Wilhelm Hoff (Ingenieur) (1883–1945), deutscher Luftfahrtpionier, Ingenieur und Hochschullehrer

### Y
- Yvonne ten Hoff (* 1950), deutsche Schauspielerin